# Оборот
 Тази статия е за единицата за ъгъл.  За икономическото понятие вижте Оборот (финанси).  
Оборот (кръг, цикъл) е единица за измерване на ъгли при завъртане или фаза на колебания. Един цикъл е равен на фазата, съответстваща на време един период на повторение. При измерване на ъгъла обикновено се използва думата оборот, а при измерване на фазата – цикъл или период.
Един оборот е равен на минималния ъгъл на завъртане, при който положението на системата съвпада с първоначалното. Най-просто казано, оборот е пълното завъртане на едно тяло около ос.
Има широко приложение във физиката и техниката. В СИ се използва за мерна единица радиан, а не оборот. 
Един оборот е равен на 2{\displaystyle \pi } (≈6,283 185 307 179 586) радиана. 
Обороти в секунда (или минута) е единица за измерване на ъгловата скорост.

## Преобразуване
1 оборот (цикъл) = 2{\displaystyle \pi } радиана = 360° = 400 гради.
Преобразуването от радиани в градуси става чрез умножаване на стойността по {\displaystyle {\frac {180}{\pi }}}, а от градуси в радиани – чрез умножаване по {\displaystyle {\frac {\pi }{180}}}.
| Обороти | Радиана | Градуса   | Гради     |
| ------- | ------- | --------- | --------- |
| 0       | 0       | 0°        | 0g        |
| 136     | π18     | 10°       | 11 19g    |
| 124     | π12     | 15°       | 16 23g    |
| 120     | π10     | 18°       | 20g       |
| 118     | π9      | 20°       | 22 29g    |
| 112     | π6      | 30°       | 33 13g    |
| 110     | π5      | 36°       | 40g       |
| 18      | π4      | 45°       | 50g       |
| 12π     | 1       | ок. 57.3° | ок. 63.7g |
| 16      | π3      | 60°       | 66 23g    |
| 15      | 2π5     | 72°       | 80g       |
| 14      | π2      | 90°       | 100g      |
| 13      | 2π3     | 120°      | 133 13g   |
| 25      | 4π5     | 144°      | 160g      |
| 12      | π       | 180°      | 200g      |
| 34      | 3π2     | 270°      | 300g      |
| 1       | 2π      | 360°      | 400g      |

## Числотоτ(тау)
През 2001 година математикът Роберт Палей (Robert Palais) предлага да се използва числото радиан за пълен оборот (тоест {\displaystyle 2\pi }) като фундаментална константа на окръжността вместо числото {\displaystyle \pi }, аргументирайки се с това, че използването за основна константа на числото радиан за пълен оборот е по-естествено и интуитивно, отколкото използването на числото {\displaystyle \pi } (което е радиан за половин оборот). През 2010 г. Майкъл Хартл (Michael Hartl) предлага да се използва за тази константа символът {\displaystyle \tau =2\pi } (от английската дума turn „оборот“, която е родствена на гръцката τόρνος „обръщане“). При такова определение, например завъртане на {\displaystyle {\frac {3}{4}}} оборота ще се записва като {\displaystyle {\frac {3}{4}}\tau } радиана, а не {\displaystyle {\frac {3}{2}}\pi } радиана, както сега.
Това предложение обаче не намери подкрепа сред математиците.